# Kivimo
Kivimo (uttal: [t̠ʃivimo]) är en ö i Finland. Den ligger i Skärgårdshavet och i kommunen Pargas i landskapet Egentliga Finland, i den sydvästra delen av landet. Ön ligger omkring 57 kilometer väster om Åbo och omkring 200 kilometer väster om Helsingfors.
Öns area är 5,86 kvadratkilometer och dess största längd är 7 kilometer i öst-västlig riktning.

## Några delöar med egna namn
- Stockholm 60°14′14″N 21°18′44″Ö / 60.23728°N 21.31225°Ö
- Losskär 60°15′00″N 21°19′12″Ö / 60.25008°N 21.31995°Ö
- Dagerholm 60°14′59″N 21°21′18″Ö / 60.24984°N 21.35502°Ö
- Vintervägs ör 60°14′11″N 21°20′55″Ö / 60.23638°N 21.34869°Ö

## Klimat
Inlandsklimat råder i trakten. Årsmedeltemperaturen i trakten är 5 °C. Den varmaste månaden är augusti, då medeltemperaturen är 16 °C, och den kallaste är januari, med −6 °C.